# Ercan
Ercan [ˈɛrd͡ʒan] ist ein männlicher Vorname und Familienname.

## Bedeutung
Ercan ist ein türkischer und kurdischer Name und persischer Herkunft. Übersetzt bedeutet er „Der Mutige und Lebendige“.

## Verbreitung
In Deutschland kommt der Name Ercan seit 2007 jedes Jahr in den Hitlisten vor. Von 2010 bis 2023 wurde er rund 240 Mal vergeben. Den Namen tragen in der Schweiz 260 Jungen (Stand 2023). In Österreich ist der Name seit 1986 in den Vornamenscharts anzutreffen. Er gilt als mäßig beliebter Name, bis 2023 wurden 32 Jungen so genannt.
Der Name wurde in Frankreich zwischen 1974 und 2004 jährlich bei der Namenswahl berücksichtigt. In den Niederlanden kommt der Name seit Mitte der 1960er Jahre regelmäßig in der Namensgebung vor. Der Name gilt aber nur als mäßig beliebt. Von 1930 bis 2023 wurde er etwa 360 Mal gewählt. Die Vergabe ist auch in Belgien, Dänemark, England und Schottland nachgewiesen.
In der Türkei lag der Name von 1980 bis 1997 konstant in den Top-100. Die beste Platzierung erzielte er im Jahr 1982 mit Rang 27.

## Namensträger

### Vorname
- Ercan Aktuna (1940–2013), türkischer Fußballspieler, -trainer und -funktionär
- Ercan Altinsoy (* 1974), türkisch-deutscher Akustiker und Hochschullehrer
- Ercan Altun (* 1968), deutscher Schauspieler
- Ercan Aydoğmuş (* 1979), türkischer Fußballspieler
- Ercan Çapar (* 1990), türkischer Fußballspieler
- Ercan Demir (* 1970), türkischer Bodybuilder
- Ercan Durmaz (* 1965), deutscher Schauspieler
- Ercan Karacayli (* 1967), deutsch-türkischer Schauspieler und Regisseur
- Ercan Kesal (* 1959), türkischer Arzt und Schauspieler
- Ercan Koçer (* 1978), deutscher Rapper, bekannt unter dem Namen Ercandize
- Ercan Koloğlu (* 1968), türkischer Fußballspieler
- Ercan Öksüz (* 1974), deutscher Schauspieler
- Ercan Özçelik (* 1966), deutscher Schauspieler
- Ercan Yıldız (* 1974), türkischer Ringer

### Familienname
- Abdullah Ercan (* 1971), türkischer Fußballspieler und -trainer
- Aday Ercan (* 2000), deutsch-türkischer Fußballspieler
- Görkem Ece Ercan (* 1981), türkische Schauspielerin
- Hilal Ercan (* 1988), in Deutschland verschwundenes türkisches Mädchen
- Melisa Ercan (* 2005), australische Tennisspielerin